# 移転価格
移転価格（いてんかかく）とは経営学用語の一つで、グループ内の企業間においての取引で適用される価格である。例えば親会社と子会社の間での取引であったり、国内企業が海外の系列企業と取引をすることで、グループ内において資産を移転させる場合に適用される価格のことをいう。
多国籍企業ならば、税金対策のためにこの移転価格を操作した上で、税率の低い国家に資産を集中させるといった経営が行われている場合がある。これが不当に行われると見なされる場合は課税されることがあり、その規制を移転価格税制という。学術団体については、1951年4月21日、日本商業学会が慶應義塾大学教授向井鹿松を初代会長として設立された。